# Corrobert
Corrobert és un municipi francès, situat al departament del Marne i a la regió del Gran Est. L'any 2007 tenia 177 habitants.

## Demografia

### Població
El 2007 la població de fet de Corrobert era de 177 persones. Hi havia 64 famílies, de les quals 12 eren unipersonals (4 homes vivint sols i 8 dones vivint soles), 20 parelles sense fills, 28 parelles amb fills i 4 famílies monoparentals amb fills.
La població ha evolucionat segons el següent gràfic:
Habitants censats

### Habitatges
El 2007 hi havia 85 habitatges, 64 eren l'habitatge principal de la família, 15 eren segones residències i 6 estaven desocupats. 80 eren cases i 5 eren apartaments. Dels 64 habitatges principals, 47 estaven ocupats pels seus propietaris, 15 estaven llogats i ocupats pels llogaters i 2 estaven cedits a títol gratuït; 1 tenia dues cambres, 6 en tenien tres, 14 en tenien quatre i 43 en tenien cinc o més. 57 habitatges disposaven pel capbaix d'una plaça de pàrquing. A 26 habitatges hi havia un automòbil i a 35 n'hi havia dos o més.

### Piràmide de població
La piràmide de població per edats i sexe el 2009 era:
| Homes | Edats   | Dones |
| ----- | ------- | ----- |
| 0     | 95 o +  | 0     |
| 0     | 90 a 94 | 0     |
| 0     | 85 a 89 | 0     |
| 0     | 80 a 84 | 0     |
| 0     | 75 a 79 | 4     |
| 4     | 70 a 74 | 0     |
| 8     | 65 a 69 | 0     |
| 4     | 60 a 64 | 8     |
| 0     | 55 a 59 | 0     |
| 8     | 50 a 54 | 0     |
| 4     | 45 a 49 | 0     |
| 0     | 40 a 44 | 0     |
| 8     | 35 a 39 | 8     |
| 24    | 30 a 34 | 0     |
| 8     | 25 a 29 | 20    |
| 0     | 20 a 24 | 4     |
| 0     | 15 a 19 | 0     |
| 4     | 10 a 14 | 12    |
| 0     | 5 a 9   | 24    |
| 12    | 0 a 4   | 12    |

## Economia
El 2007 la població en edat de treballar era de 115 persones, 95 eren actives i 20 eren inactives. De les 95 persones actives 90 estaven ocupades (48 homes i 42 dones) i 5 estaven aturades (1 home i 4 dones). De les 20 persones inactives 4 estaven jubilades, 13 estaven estudiant i 3 estaven classificades com a «altres inactius».

### Ingressos
El 2009 a Corrobert hi havia 70 unitats fiscals que integraven 200 persones, la mediana anual d'ingressos fiscals per persona era de 19.680 €.

### Activitats econòmiques
Dels 4 establiments que hi havia el 2007, 2 eren d'empreses de construcció, 1 d'una empresa de transport i 1 d'una empresa de serveis.
Els 2 serveis als particulars que hi havia el 2009 eren paletes.
L'any 2000 a Corrobert hi havia 9 explotacions agrícoles que ocupaven un total de 642 hectàrees.

## Poblacions més properes
El següent diagrama mostra les poblacions més properes.